# Alex O'Hara
Alex O'Hara (født 21. oktober 1956 i Glasgow, Skotland) er en skotsk tidligere fodboldspiller (midtbane).
O'Hara startede sin karriere hos Rangers F.C. i sin fødeby, og var tilknyttet klubben i fire sæsoner, frem til 1977. Han var med til at vinde to skotske mesterskaber, en FA Cup-titel og en Liga Cup-titel under sit ophold i klubben.
I løbet af de følgende år spillede O'Hara for mindre skotske klubber, Partick Thistle, Greenock Morton og Hamilton Academical. Han stoppede sin karriere i 1991.

## Titler
Skotsk mesterskab
- 1975 og 1976 med Rangers

FA Cup
- 1976 med Rangers

Scottish League Cup
- 1976 med Rangers